# پرهام
پرهام (به انگلیسی: Parham | parhām)، یکی از قدیمی‌ترین نام‌های پارسی به معنی "فرشتهٔ خوبی" است. در اصل به‌صورت پیرهمه (پدرِ‌همه) بوده که به صورت مخففِ پرهام درآمده است 
"گفت ابلیس نمرود را من یکی مردم پیر همی بخواهی سوختن (پرهام) انداختن بیامدم تا تو را سامان بیاموزانم." 
از آنجا که حرف "پ" در عربی "ب" تلفظ می‌گردد، در زبان عربی به صورت "برهام" و بعدها به لحاظ زیباییِ تلفظ و آهنگ در زبان عربی، به صورت ابراهیم درآمده است. همانگونه که در زبان آذری نیز به صورت «ایبراهیم» و در زبان عبری و انگلیسی به صورت «آبراهام»(به انگلیسی: Abraham) تلفظ می‌گردد.